# Francis Preston (Segler)
Francis Richard Walter Preston (* 6. Juni 1913 in London; † 7. Februar 1975 in Chichester) war ein britischer Regattasegler.

## Biografie
Zusammen mit seinem Bruder Kenneth Preston und dessen Frau Beryl Preston nahm er an den Olympischen Sommerspielen 1936 in Berlin teil. Bei der Regatta in der 8-Meter-Klasse in Kiel belegte die Crew, der auch Robert Steele, Joseph Compton und John Eddy angehörten, den sechsten Rang.